# الخطوط الجوية العربية الليبية الرحلة 1103
في 22 ديسمبر 1992 أقلعت طائرة الخطوط الجوية العربية الليبية الرحلة 1103 من طراز بوينغ 727 بطاقم مكون من 10 أفراد وركاب بلغ عددهم 147 مسافرا من مطار بنينا الدولي في بنغازي في رحلة داخلية في طريقها إلى مطار طرابلس العالمي حيث انفجرت في الجو ليتناثر حطام الطائرة بمنطقة «سيدي السايح» بضواحي مطار طرابلس، وحين كانت الطائرة على ارتفاع 3500 قدم (1,067 ميل) وحين كانت الطائرة تقترب من المطار اصطدمت بطائرة حربية من نوع ميكويان جيروفيتش ميج-23 تابعة لسلاح الجو الليبي ماتسبب بتحطم الطائرتين، وأدى لمقتل جميع ركاب الرحلة رقم 1103، ونجاة لطاقم الطائرة المقاتلة المكون من شخصين [بحاجة لمصدر]. كان عمر الطائرة المدنية لا يتجاوز 18 سنة حينئذٍ.
اتهمت بعض المنظمات الحقوقية الليبية طائرة تابعة لسرب خاص في سلاح الجو بإطلاق قذيفة صاروخية على الطائرة التي كانت تستعد للهبوط.